# Северна Индија
Северна Индија је назив за државе које се налазе у строго континенталном делу Републике Индије укључујући области северно од горја Виндхја те река Нармада и Маханади, али искључујући државе Гујарат и Махарасхтра на западу, Западни Бенгал, Бихар, Јхаркханд и Ориса на истоку те седам североисточних држава. Делхи, главни град Индије налази се у Северној Индији. Доминантна географска карактеристика северне Индије је индо-гангска равница, чије плодно тло и реке подржавају становништво, те Хималаји, који је дели од остатка Азије. Та област има богату и разнолику културу.